# Cymatoplex
Cymatoplex är ett släkte av fjärilar. Cymatoplex ingår i familjen mätare.
Kladogram enligt Catalogue of Life:
| Cymatoplex | \| \| Cymatoplex crenulata \| \| \| \| \| \| Cymatoplex dichroa \| \| \| \| \| \| Cymatoplex halcyone \| \| \| \| \| \| Cymatoplex hypolichna \| \| \| \| \| \| Cymatoplex imparicornis \| \| \| \| \| \| Cymatoplex subpellucida \| \| \| \| |
|            | \| \| Cymatoplex crenulata \| \| \| \| \| \| Cymatoplex dichroa \| \| \| \| \| \| Cymatoplex halcyone \| \| \| \| \| \| Cymatoplex hypolichna \| \| \| \| \| \| Cymatoplex imparicornis \| \| \| \| \| \| Cymatoplex subpellucida \| \| \| \| |
|            | Cymatoplex crenulata |
|            | |
|            | Cymatoplex dichroa |
|            | |
|            | Cymatoplex halcyone |
|            | |
|            | Cymatoplex hypolichna |
|            | |
|            | Cymatoplex imparicornis |
|            | |
|            | Cymatoplex subpellucida |
|            | |